# Mogoton
La Mogoton ou Mogotón est une montagne à la frontière entre le Honduras et le Nicaragua et le point culminant de ce dernier pays. Elle se situe à une altitude de 2 107 mètres. La réserve naturelle de la cordillère Dipilto et Jalapa se trouve près de cette montagne.